# 库尔西 (马恩省)
库尔西（法語：Courcy，法語發音：[kuʁsi] ⓘ）是法国马恩省的一个市镇，位于该省西北部，属于兰斯区。

## 地理
库尔西（49°19'24"N, 4°0'9"E）面积15.5 平方千米，位于法国大東部大區马恩省，该省份为法国东北部内陆省份，北起阿登省，西北接埃纳省，西南接塞纳-马恩省，南至奥布省，东南接上马恩省，东临默兹省。
与库尔西接壤的市镇（或旧市镇、城区）包括：贝尔梅里库尔、贝特尼、布里蒙、卢瓦夫尔、兰斯、圣蒂耶里、蒂勒。

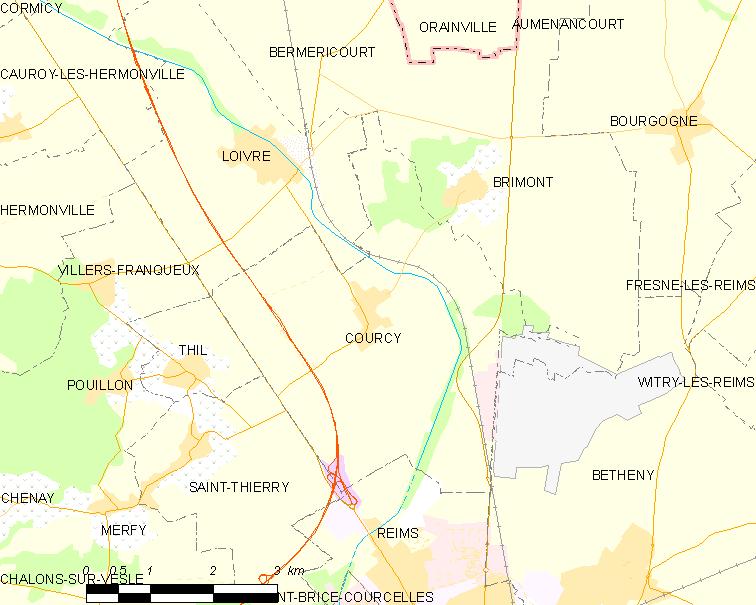
的OSM定位图

库尔西的时区为UTC+01:00、UTC+02:00（夏令时）。

## 行政
库尔西的邮政编码为51220，INSEE市镇编码为51183。

## 政治
库尔西所属的省级选区为勃艮第-弗雷讷县。

## 人口

1962-2008年间人口变化图示

库尔西于2022年1月1日时的人口数量为1262人。